# 日本のアウトサイダー・アート
この記事では、日本におけるアウトサイダー・アート (英語:outsider art)またはアール・ブリュット (フランス語:art brut)について解説する。
アウトサイダー・アート、アール・ブリュットの定義は様々であって、また、この概念自体（特に、アウトサイダー・アート）が、例えばそう呼ばれる美術作品を主流の美術（つまり、インサイダー）から外すものだと批判されることもある。しかし、本記事では、例えば障害者芸術（障害者アート）に留まらない、いままであまり顧みられなかった美術全体について扱うために、代表的な呼称であるアウトサイダー・アートを採用することにする。特に取り上げる論者がアウトサイダー・アートとアール・ブリュットどちらの用語を採用しているかによって両者を使い分けることとするが、ここでは、それぞれの用語の解説はアウトサイダー・アートの記事に譲って、特に意味の使い分けはしない。

## 概要
日本のアウトサイダー・アートの主流をなすのは、障害者の、なかでも知的障害者の美術である。これは、1930年代後半に日本で初めてアウトサイダー・アートが見出されてからすでにあった傾向であった。1950年代から山下清に世間の関心が高まり、山下が大衆的人気を得た後、美術界は長い間アウトサイダー・アートに対して沈黙していた。その後は、ほぼ福祉分野でのアプローチばかりが目立つようになる。1990年代から、「アウトサイダー・アート」、「アール・ブリュット」の用語が日本に定着し、また、エイブル・アート・ムーブメントが始まってからは、広く人気が出だした。そして美術関係者、福祉関係者双方がアウトサイダー・アートについて調査、発掘、研究と、活発に活動するようになってきている。

## 年表
- 1927年（昭和2年） - 東京深川の渡辺金蔵自作の自邸、二笑亭が着工する。
- 1928年（昭和3年） - 千葉県市川市の八幡学園で、図工の時間が導入される。
- 1937年（昭和12年） - 式場隆三郎による「二笑亭綺譚」が、『中央公論』に掲載される。
- 1938年（昭和13年） - 二笑亭、解体される。戸川行男、早稲田大学大隈講堂小講堂で『特異児童作品展』をひらく。
- 1939年（昭和14年） - 東京銀座の青樹社にて、『特異児童作品展』
- 1950年（昭和25年） - 福来四郎、神戸市立盲学校で造形美術教育をはじめる。
- 1954年（昭和29年） - 朝日新聞が山下清を捜索、以降、山下ブームに。
- 1955年（昭和30年） - 東京渋谷の東横百貨店にて、落穂寮作品展
- 1956年（昭和31年） - 東京八重洲の大丸にて、山下清作品展
- 1964年（昭和39年） - 西垣籌一、京都府亀岡市みずのき寮（現みずのき）にて、絵画教室をはじめる。
- 1974年（昭和49年） - 西村陽平、千葉県四街道市の千葉県立千葉盲学校に図工担当教諭として着任する。
- 1985年（昭和60年）頃 - 田島征三、滋賀県甲賀郡信楽町（現・甲賀市）の信楽青年寮と関るようになる。
- 1991年（平成3年） - はたよしこ、兵庫県西宮市のすずかけ作業所にて絵画教室をはじめる。
- 1993年（平成5年） - 東京都世田谷区砧公園の世田谷美術館にて、「パラレル・ヴィジョン－20世紀美術とアウトサイダー・アート 」展。
- 1995年（平成7年） - エイブル・アート・ムーブメントが提唱され、運動がはじまる。
- 1997年（平成9年） - ローザンヌ（スイス・ヴォー州）のアール・ブリュット・コレクションにて、『Art incognito 展』
- 1999年（平成11年）- 東京都台東区上野公園の東京都美術館にて、『「このアートで元気になる　エイブル・アート'99」展』
- 2001年（平成13年）- 栃木県那須郡馬頭町（現・那珂川町）にもうひとつの美術館、開館
- 2004年（平成16年） - 滋賀県近江八幡市にボーダレス・アートギャラリー NO-MA（現ボーダレス・アートミュージアム NO-MA）、開館
- 2008年（平成20年） - アール・ブリュット・コレクションにて、『「日本」展』

## 歴史
前述のように、日本にアウトサイダー・アートという概念が定着するのは、1990年代前半からであるが、この節では、日本でアウトサイダー・アートという概念が広まる以前の、アウトサイダー・アートと呼ばれうる美術の歴史から書く。

### 式場隆三郎と山下清の登場

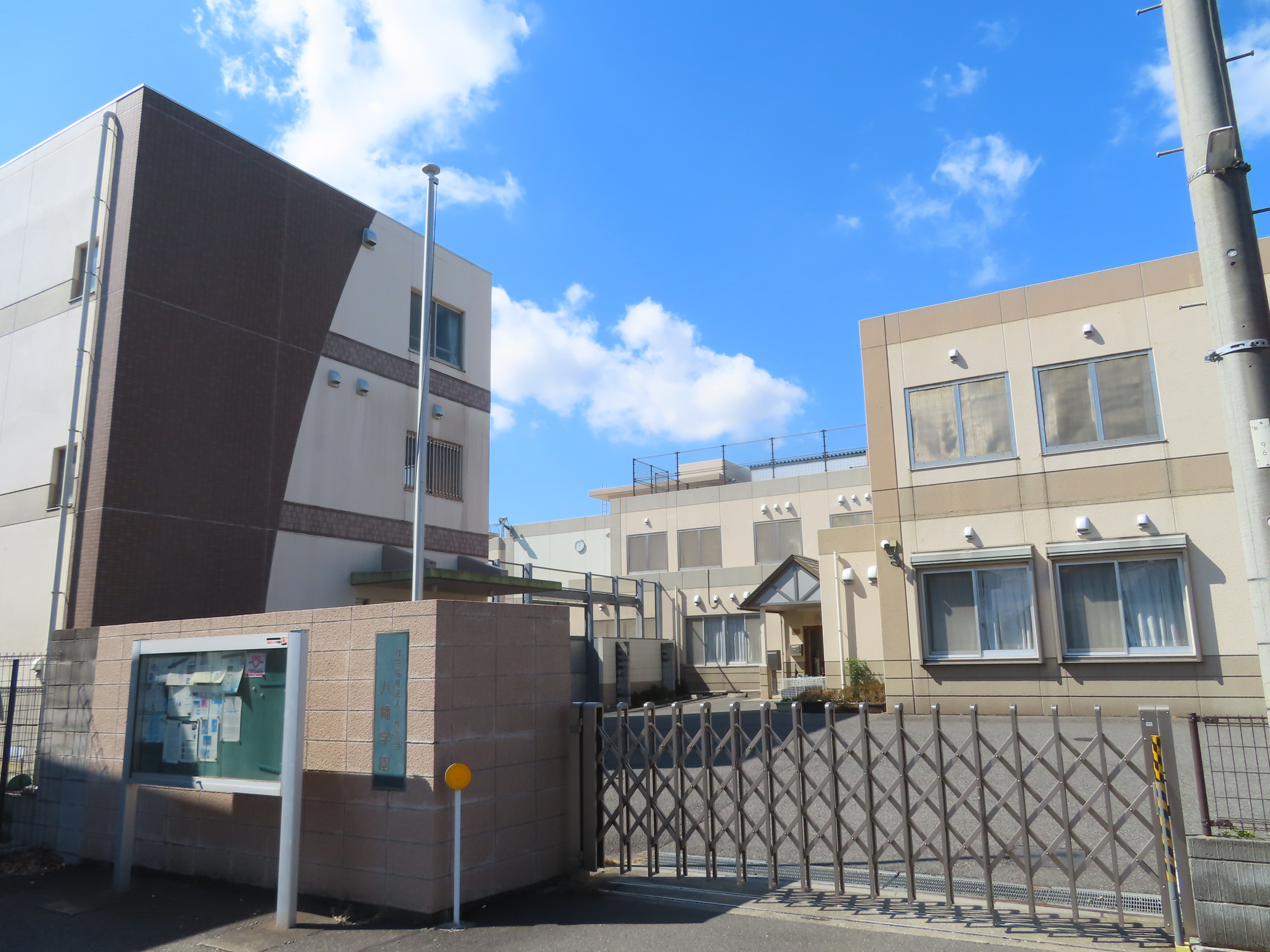
八幡学園（千葉県市川市）

日本におけるアウトサイダー・アートの最初期の活動として精神科医の式場隆三郎の活動が挙げられる。式場は、1898年（明治30年）に生れ、さまざまな活躍をした文化人で知られるが、美術方面でもフィンセント・ファン・ゴッホの研究や啓蒙につとめ、また、日本のアウトサイダー・アートを発見したりプロデュースしたりした。その例として、二笑亭や山下清が知られる。
式場は、1937年（昭和12年）から『中央公論』11月号から二号連続で、「二笑亭綺譚」を掲載した。これは、渡辺金蔵という建築の専門知識のないもの（セルフビルダー）による自邸、「二笑亭」の紹介であり、のちに単行本化し、別に「狂人の絵」というやはりアウトサイダー・アートと関係のある一篇をつけて昭森社から発行された。二笑亭は、日本のアウトサイダー・アートの「源流」と見なされている。1938年（昭和13年）に解体されることになるこの奇妙な建物を、「誰も実行できない夢と意欲を、悠々とやりとげた逞しい力に圧倒されさうだ」と感嘆して紹介した式場の功績は、1993年（平成5年）に監修してちくま文庫から『定本二笑亭綺譚』を刊行した藤森照信にも、その先見性を賞賛されている。
1938年（昭和13年）、早稲田大学講師で心理学者の戸川行男が、早稲田大学大隈講堂小講堂で特異児童作品展をひらいた。戸川は1935年（昭和10年）ごろから千葉県市川市の指定知的障害児施設八幡学園に通い、学園生の山下清などの作品に魅了され、これを紹介する美術展の開催を思い立ったのだった。八幡学園は、久保寺保久による設立当初の1928年（昭和3年）ごろから、美術の時間を導入していた。この展覧会は評判を呼び、山下のちぎり絵については特に注目された（他にも、学園生の石川謙二、野田重博、竹山新作、沼祐一、苗字は分らないが義明、務、繁の作品が展示された）。『美之國』や『美術』、『みづゑ』による特集や、展覧会に対する安井曾太郎、北川民次、倉田三郎、寺田政明などの評を見ることもできる。式場は、1936年（昭和11年）から八幡学園の顧問医師となっていて、この時から生徒の作品を知っていたと思われるが、1938年には「異常児の絵」という文で、前述した1939年（昭和14年）発刊の『二笑亭綺譚』でも、山下の作品を図版入りで紹介している。また戸川は作品集を発行するために春鳥会『みづゑ』の大下正男の協力のもと『特異児童作品集』を発行した。安井が選者を担当したのだが、山下の作品が中心に選ばれた。
1939年、やはり戸川を中心に企画され、東京銀座の青樹社において、特異児童作品展が催された。12月8日から11日までの会期の予定が、12日まで延長された。というのは、この展覧会は盛況を博して来場者は二万人にも及んだためで、マスメディアもよくこれを取上げた。展示されたのは1938年と同様、八幡学園の学園生の作品で山下清のものだけではなかったが、美術界を中心に知識階級で巻起こった論争の争点は、「山下が本当に天才であるのかどうか」または、山下の作品の「芸術性」にあった。この展覧会や山下を論評した人物は、梅原龍三郎、小林秀雄、伊原宇三郎、伊藤廉、藤島武二、川端龍子、荒城季夫、谷川徹三、川端康成、戦後になって柳宗悦の名が挙げられる。
一方1939年以降の式場は、アウトサイダー・アートの紹介から離れ、ゴッホの啓蒙にのめり込んで行く。服部正はその理由を、式場が、彼の言葉を借りれば「病的絵画」とこれ以上関与することによって、日本におけるゴッホの普及第一人者が式場であったため、意図しないところで、ゴッホの絵が病的なものであると誤解されるのをおそれたことにあるという。式場は、ゴッホの精神障害がてんかん性のものであると研究しており、それはゴッホの作風には影響していないという立場であった。1953年（昭和28年）、式場は、「ゴッホ生誕百年祭」と題して次々と企画を打ち、ゴッホの存在を世に知らしめていく。この啓蒙活動は大成功するものの、美術専門家からは白眼視された。たとえば岡本謙次郎は、活況のゴッホ生誕百年記念展に出向き、その「ワイザツさ」に、「入口をのぞいただけでひきかえした」といって批判した。その後、式場の活動は、美術関係者から無視されるようになっていく。

### 大衆的になっていく山下人気

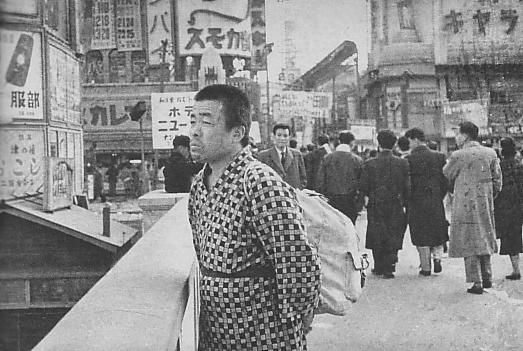
山下清

山下のことはその後、第二次世界大戦を挟んだせいもあり世間から忘れられたが、1954年（昭和29年）1月、突然の様に山下の話題が持ち上がった。朝日新聞社会部の記者、矢田喜美雄から持ちかけられ、式場隆三郎と朝日新聞が、山下清の行方を捜すキャンペーンをはじめたのである。新聞以外に、ラジオでも広報はなされた。山下にはもともと放浪癖があって、ときどき八幡学園からいなくなるのだが、この時は鹿児島にいて、新聞掲載の四日後とすぐに見つかった。山下はキャンペーンで「日本のゴッホ」と名付けられ、有名になっていく。式場は、山下のちぎり絵とゴッホの絵を比べて、「彼（山下）自身のハリ絵が点描的なので（ゴッホの作品）と実に近似感がある」と評したが、服部は、両者の作品は似ていないし、症例も類似しないとする。三頭谷はむしろゴッホより、同じ印象派のクロード・モネとの類似を指摘する。にも拘らず山下がそう称されたのには、前年の「ゴッホ生誕百年祭」をはじめとする式場によるゴッホの啓蒙の成果があったためと服部は見る。もっとも山下自身は、ゴッホにはさほど興味がなかったようではあるが。
式場はさらに、「特異児童」の絵画全体に関わっていくようになった。1955年（昭和30年）3月に、東横百貨店（東京都渋谷区渋谷）で滋賀県の落穂寮の作品の展覧会を、1956年（昭和31年）の3月から4月まで、「山下清作品展」を大丸（東京都中央区八重洲）で開催した。この山下展は、八十万人の観覧者を集めたほどの盛況ぶりだった。両作品展には知的障害者へのカウンセリングのための教育相談室が設置され、多数の相談者が訪れたという。これには、式場の、障害者教育への情熱が背景にあった。服部は、現在までの日本のアウトサイダー・アートの特色として、教育との強烈な結びつきを挙げるが、これは、式場の時代からすでに示されていた傾向だという。そして、以降、山下への、さらにはアウトサイダー・アートに対しての美術界のアプローチも、ほぼ絶えていったのであるが、その理由を服部は、山下人気の立役者である式場が前述のように美術界から無視されていたこと、はたよしこは、あまりにも式場の活動が教育よりだったために、美術界から、美術とは無関係のものであると看過されたこと、小出由紀子や三頭谷鷹史は、山下が大衆的な人気を集めるようになったことが以降の無視の一因であると指摘する。
以上の様に戦後の山下ブームが戦前のブームと違う点は、その作品自体より、山下自身が人気を得たことにある。戦前でも、山下を中心とする八幡学園の生徒の障害という点は関心を持たれたのであるが、戦後においては、山下一人に人気が絞られ、また、その愛すべきキャラクターと芦屋雁之助主演のドラマなどマスメディアでの宣伝により、美術界の沈黙とは裏腹に山下清の名は日本中に大きく知れ渡った。
なお、式場のほかには、精神科医の呉秀三による患者の創作文字についての報告もみられる。

### 福祉施設における美術活動
以上の経緯から、美術界が主体となって動くアウトサイダー・アートの本場である欧米諸国と違って日本のアウトサイダー・アートは長い間、福祉施設の医師やワーカ、またはその現場に行って作品を生み出す手助けをする芸術家の活動が主流であった。現場に出向いた芸術家として、福来四郎や西垣籌一、西村陽平、田島征三、はたよしこなどが代表的である。以下、それぞれの活動を活動開始順に解説する。

#### 福来四郎による神戸市立盲学校における視覚障害者美術教育

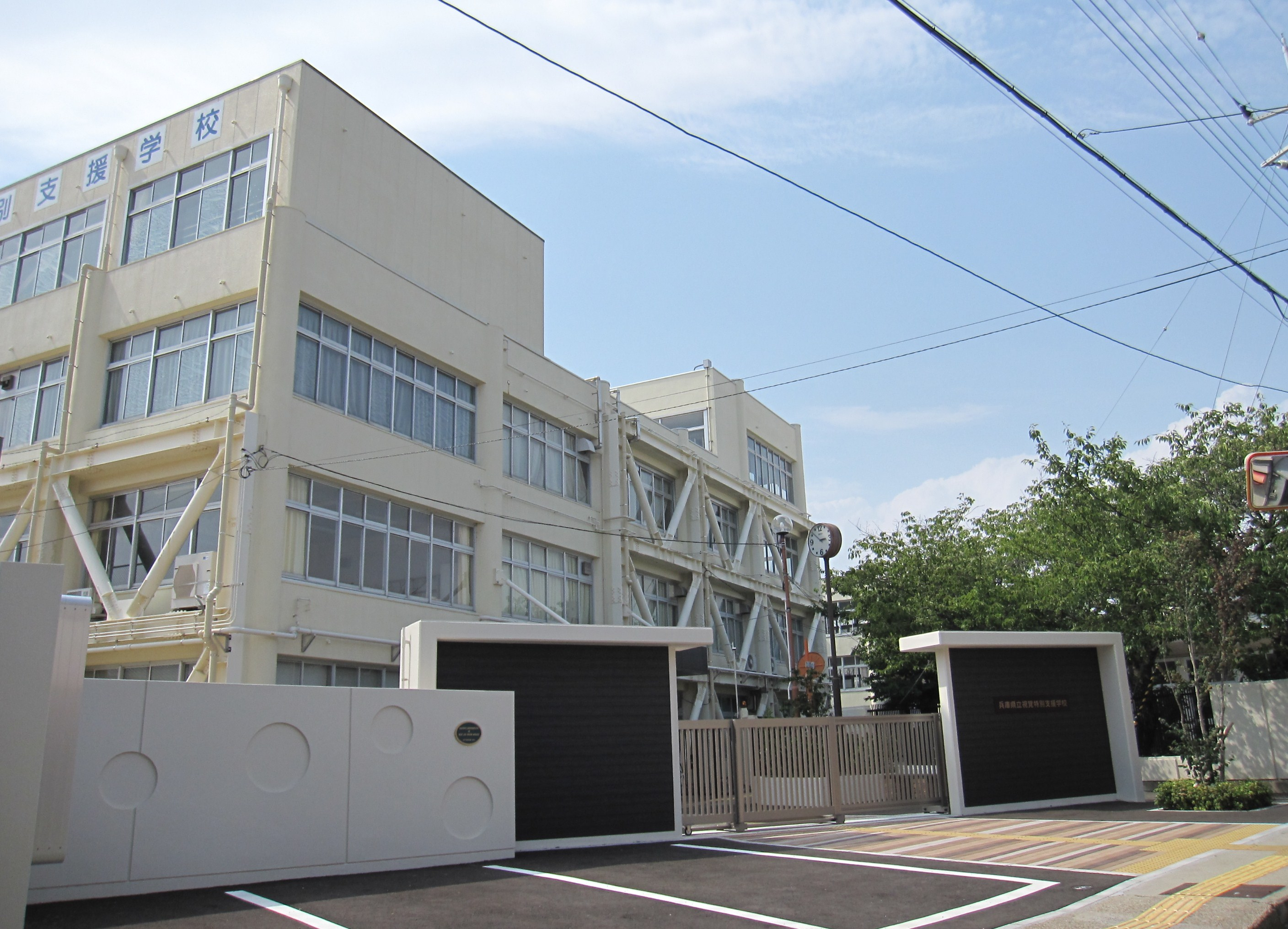
旧神戸盲学校・現在の兵庫県立視覚特別支援学校

1950年（昭和25年）、福来四郎は、神戸市立盲学校で造形芸術教育をはじめた。この視覚障害者に対しての美術教育は、日本に限らず世界のなかでも、さきがけであった。この取り組みは、1969年（昭和44年）に講談社から刊行された福来自身による著書、『見たことないもん作られへん』にまとめられている

#### 西垣籌一とみずのき寮の教え子

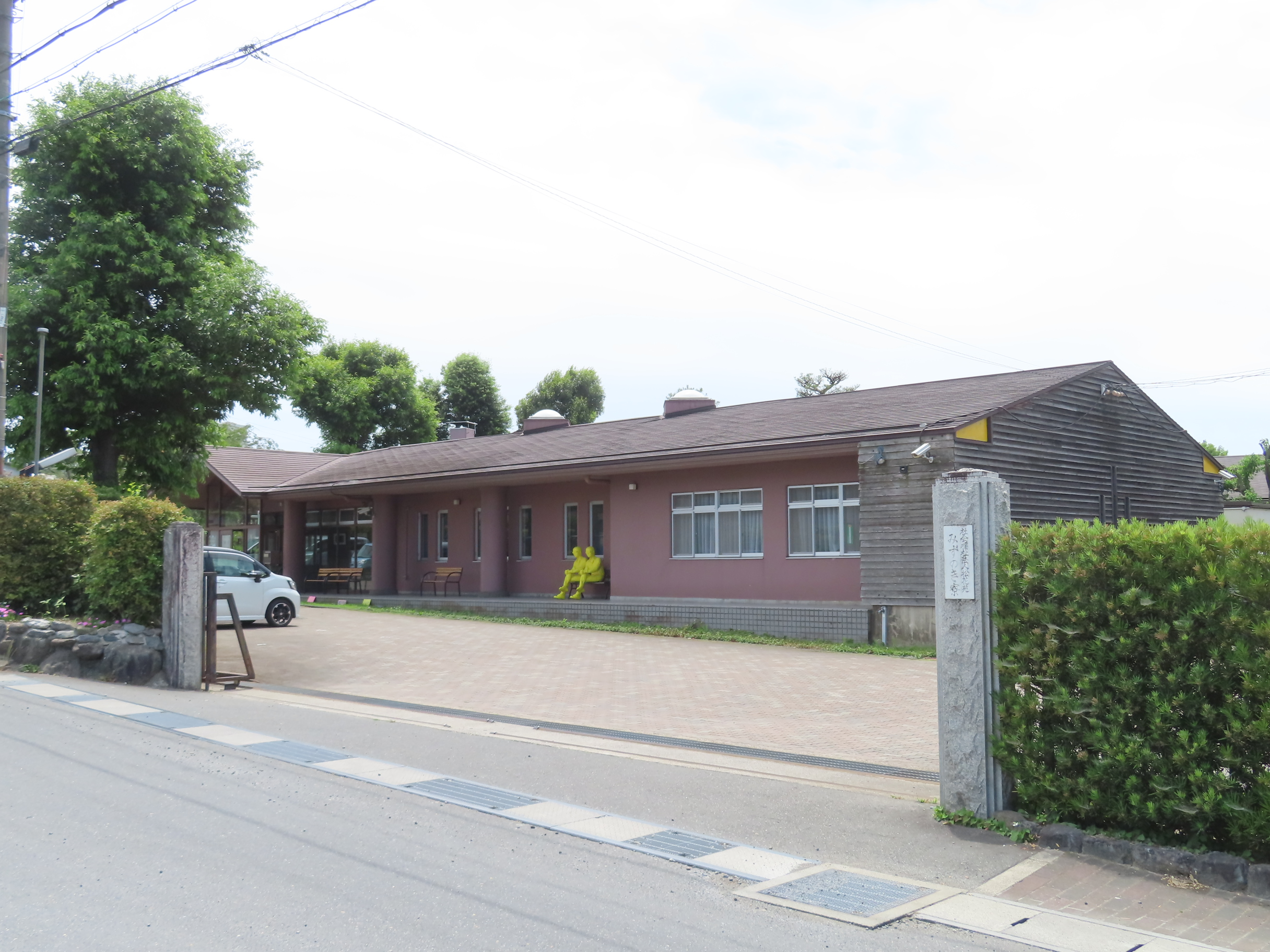
障害者支援施設みずのき（京都府亀岡市）

1964年（昭和39年）、日本画家の西垣籌一は、京都府亀岡市の知的障害者更生施設みずのき寮（現みずのき）に絵画教室をひらいた。のちに専用のアトリエを建設したが、最初は古い鶏小屋に筵をしいて教室とし、絵画指導を行った。西垣は1978年頃からプロの絵描きを育てる活動に変え、一時期は公募展に応募するなどもした。当初から、「何をどう表現するかの最も重要な部分」には踏み込まないものの、技術技法にはかなり踏み込んだ指導を行ったのが特徴である。そのために服部正や西村陽平は、みずのきの作家たちのことを、本当にアウトサイダー・アート、アール・ブリュットと呼んでよいのか疑問を投げかけている。その後、1987年（昭和62年）には東京霞ヶ関や京都で、1995年（平成7年）には横浜ポートサイドギャラリーにて、『「みずのき寮のアーティストたち」展』など多くの展覧会を催した。
みずのき寮の活動には、キュレーターの小出由紀子も関っている。小出は、膨大な作品の調査や整理をかって出た。1993年（平成5年）の巡回展「パラレル・ヴィジョン」展が世田谷美術館で開催され、同時に世田谷美術館の独自企画「日本のアウトサイダー・アート」展に寮に所属する小笹逸男、福村惣大夫、吉川敏明の作品が展示された。その縁で、アール・ブリュット・コレクションのキュレーター、ジュヌヴィエーヴ・ルーランが来所したときの案内役も、小出は務めている。その後小出は、アール・ブリュット・コレクションと掛け合って、コレクションに32点の寮生の作品を収め、作品を世界に知らしめることに一役買った。1998年（平成10年）に西垣は寮を離れ、2000年（平成12年）に死去したが、その後は西垣のアシスタントを務めていた谷村雅弘が、西垣の意志を継いで教室を主宰している。しかし、2013年には谷村もみずのきを離れている。。

#### 西村陽平による千葉県立千葉盲学校における視覚障害者美術教育

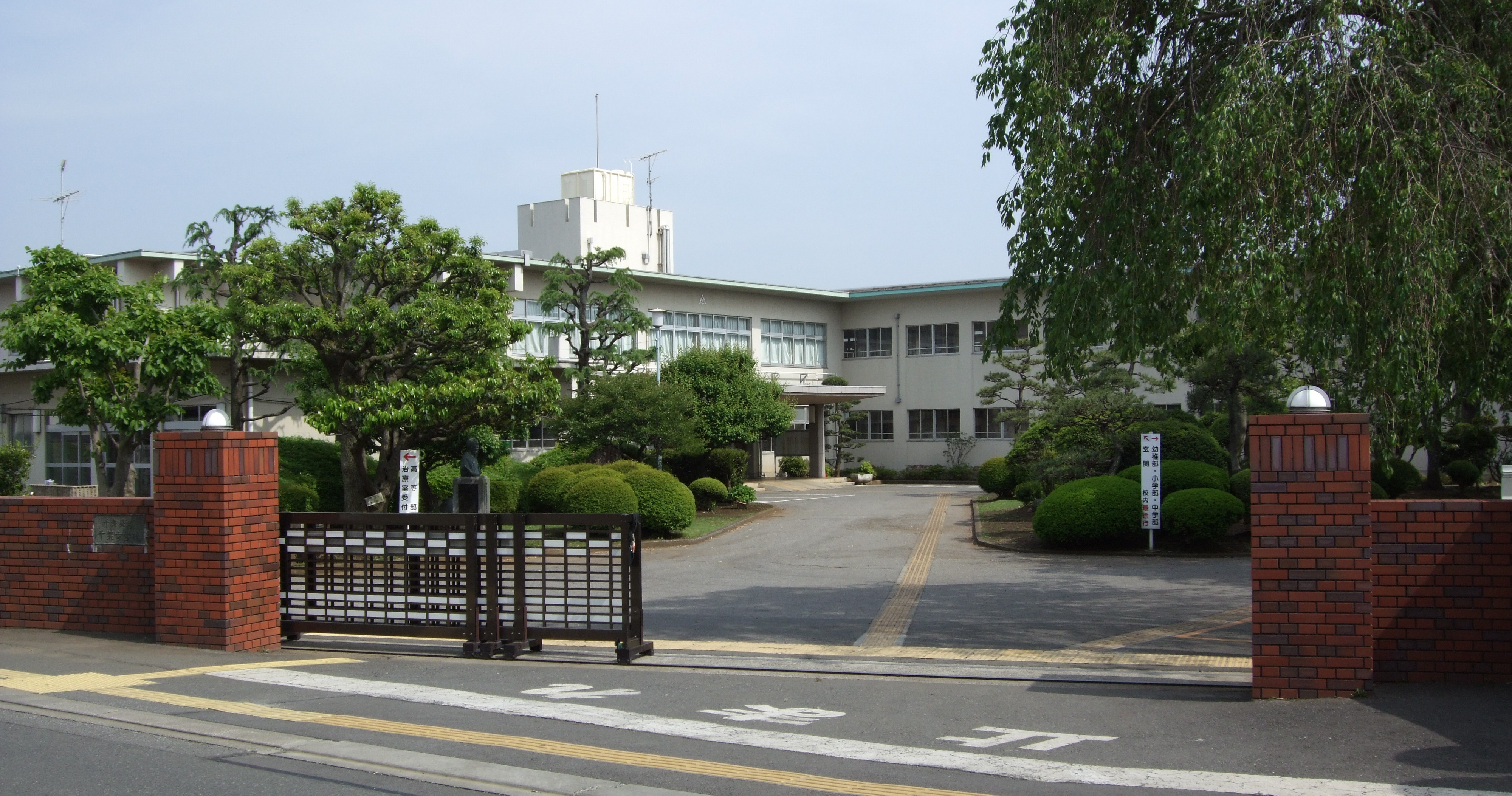
千葉県立千葉盲学校

1974年（昭和54年）、造形作家の西村陽平は、千葉県四街道町（現四街道市）の千葉県立千葉盲学校に図工担当教諭として、1998年まで着任した。西村の、大量の粘土を生徒に使わせる、焼き方に黒陶を採用する、といった特色のある指導法は高く評価され、エイブル・アートを展示する1997年（平成9年）の「魂の対話 Able Art '97」でも紹介された。これら作品は、西村の方針により、福祉色の強い展示会を嫌って、日本のみならずカナダやイギリスの、美術作品として勝負できる場で展示された。また西村は、エイブル・アート・ジャパンの副会長を務めるなど、エイブル・アート・ムーブメントとの関りも深い。

#### プロデューサーとしての田島征三と信楽青年寮の作家

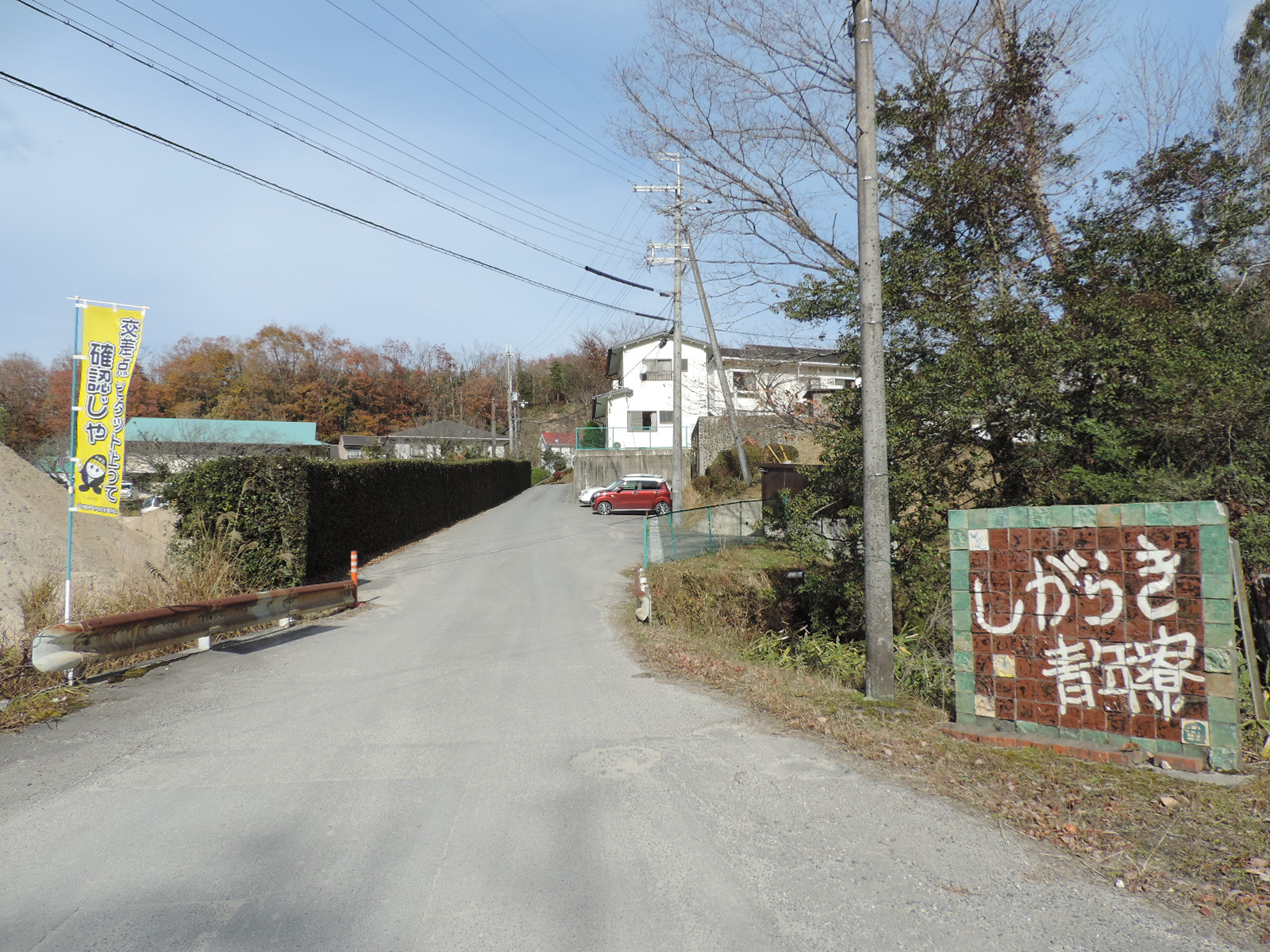
信楽青年寮（滋賀県甲賀市）

1985年（昭和60年）頃、絵本作家の田島征三は、伊藤喜彦の作品を通して、滋賀県信楽町（現：甲賀市）の知的障害者更生施設兼授産施設信楽青年寮を知った。そして、信楽青年寮の作家と、プロデューサーというかたちで関るようになった。村田清司の絵を元に絵本を出版したり、1998年（平成10年）に東京で「しがらきから吹いてくる風」展を開いたり、1992年（平成4年）には信楽青年寮の芸術家を紹介する著書、『ふしぎのアーティストたち：信楽青年寮の人たちがくれたもの』を労働旬報社から出版したりと、作家と一対一の対等の関係で精力的に活動をしている。

#### はたよしことすずかけ作業所絵画教室の生徒

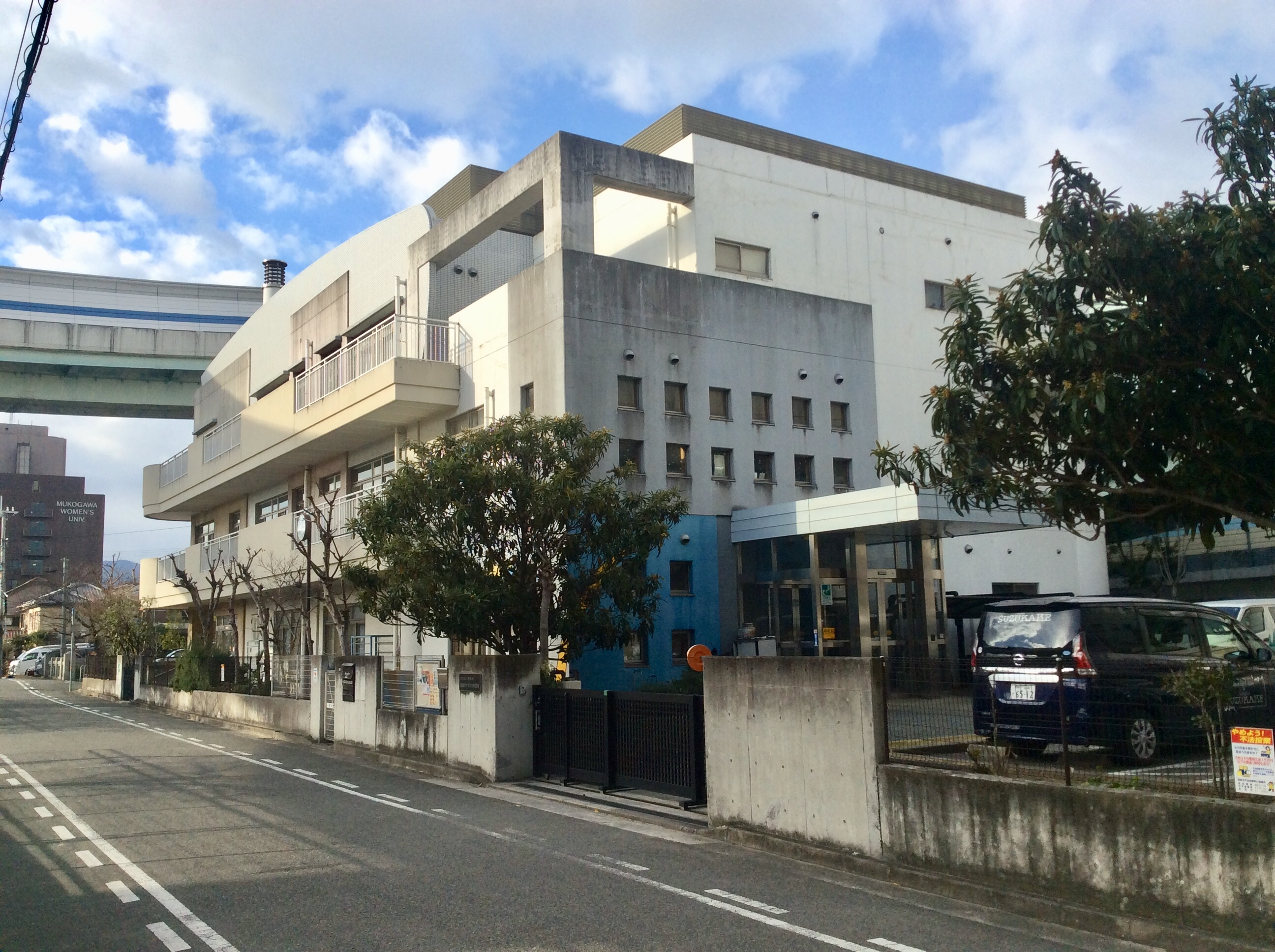
武庫川すずかけ作業所

1991年（平成3年）、絵本作家のはたよしこは、兵庫県西宮市の知的障害者授産施設西宮市立武庫川すずかけ作業所にて絵画教室をはじめた。はたは、生徒に多少のアドバイスはするものの、生活面など過度な干渉をしないことを基本に生徒活動を続けている。ローザンヌ（スイス・ヴォー州）のアール・ブリュット・コレクションにも収められた舛次崇や富塚純光など、世界で知られる芸術家も在籍している。はたは教室での作品のプロデュースもし、また、1995年（平成7年）からは全国でアウトサイダー・アート作品の発掘を、2004年に滋賀県近江八幡市に開館したボーダレス・アートミュージアム NO-MAのアートディレクターに就任するなど、アウトサイダー・アートの普及に努めている。

### 「アウトサイダー・アート」「アール・ブリュット」の日本への移入
前述のように、日本では、美術の専門家からのアウトサイダー・アート全般に対する言及は少なかった。そのなかで、1968年（昭和43年）に、『芸術新潮』に寄稿した東野芳明の文は、「アール・ブリュット」の概念を日本に輸入した初期の例として注目される。東野は1965年にパリで、「アール・ブリュット」（Art brut, 生の芸術）の提唱者である画家のジャン・デュビュッフェに会い、彼のコレクション（アール・ブリュット・コレクション）を観覧している。しかし、以降、東野自身のみならず美術分野での論述は絶えてしまった。次には、1989年（平成元年）から1992年（平成4年）にわたって刊行された都築響一編著の『アート・ランダム』が、アウトサイダー・アート、アール・ブリュットの概念が世に広がる前に取り上げた例として知られる。また、1991年（平成3年）から2001年（平成13年）にかけて、資生堂が日本では先駆的に、小出由紀子の企画で、年に一度ほどアウトサイダー・アート展を、所有するザ・ギンザアートスペース（2001年は資生堂ギャラリー）にて催していたことも、特筆される。

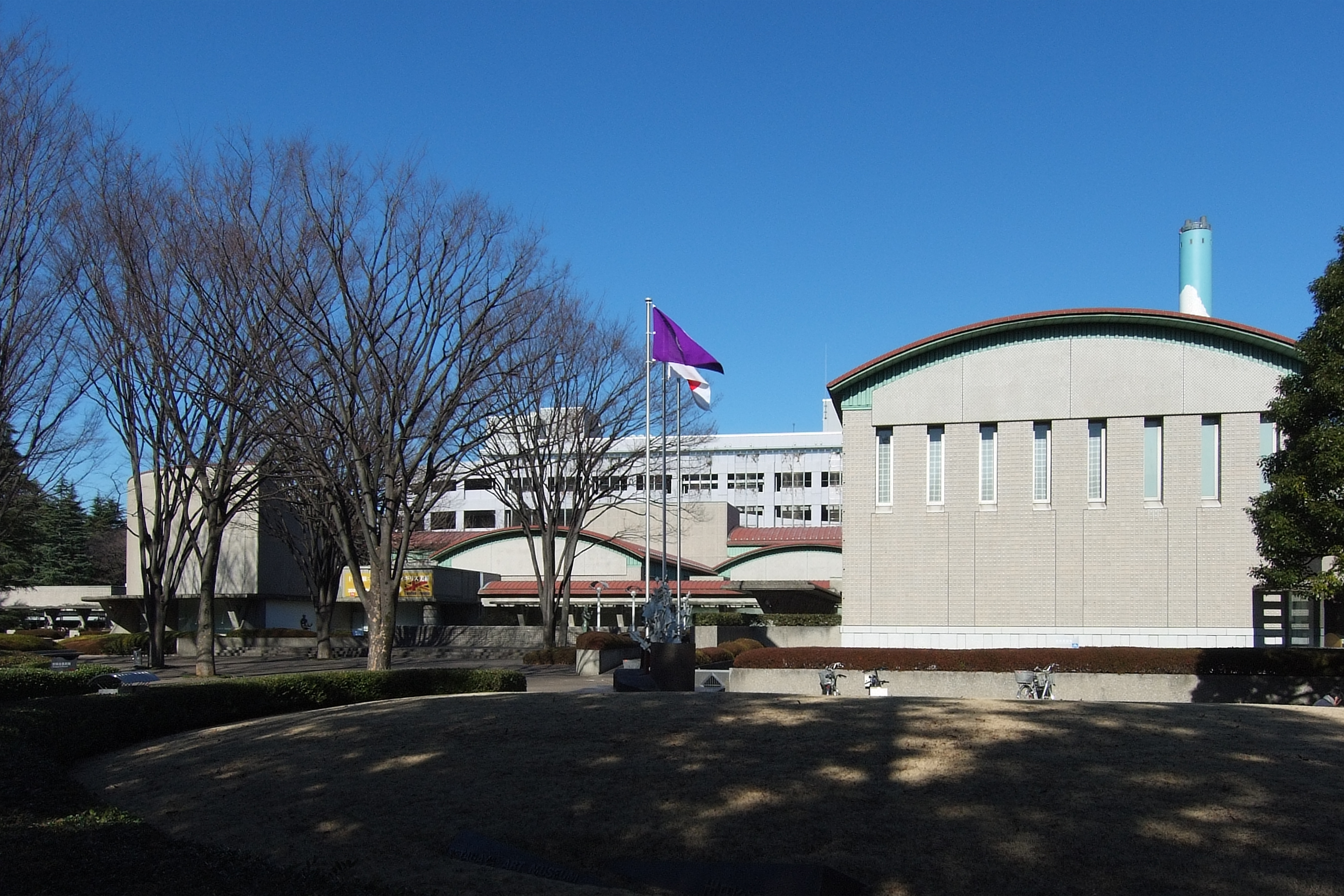
世田谷美術館

日本で「アウトサイダー・アート」、「アール・ブリュット」が話題になりその名が知れ渡ったのは、1993年（平成5年）のことである。1992年（平成4年）にロサンゼルスのロサンゼルス郡立美術館が「パラレル・ヴィジョン」展を企画、開催した。展覧会は年明けて1993年から、ソフィア王妃芸術センター（スペイン・マドリード）、バーゼル・クンストハレ（スイス・バーゼル＝シュタット準州・バーゼル）を巡回し、日本では世田谷美術館（東京都世田谷区）にやってきたのだった。世田谷美術館は、同時に「日本のアウトサイダー・アート」展を独自開催し、みずのき寮で生まれた作品を展示した（小笹逸男、福村惣大夫、吉川敏明）。「パラレル・ヴィジョン」展は評判を呼び、以降、ヘンリー・ダーガーを中心にアウトサイダー・アートの名は知れ渡るようになる。
こうして、美術界からの働きかけが出てきたわけだが、1995年（平成7年）には福祉分野の方でも、新たに大きな運動が生まれた。エイブル・アート・ムーブメントである。運動の中心となっている財団法人たんぽぽの家とエイブル・アート・ジャパン（旧称、日本障害者芸術文化協会）は、活発に展覧会を開いたり、企業のメセナ事業と共同でさまざまな障害者美術運動を展開し、ひろがりを見せている。日本の、特に――日本のアウトサイダー・アートの主流を担ってきた――知的障害者による美術制作の援助活動は、それぞれ別々に行われてきたが、エイブル・アート・ムーブメントは、これらの連携を取持つ役割を担っている。

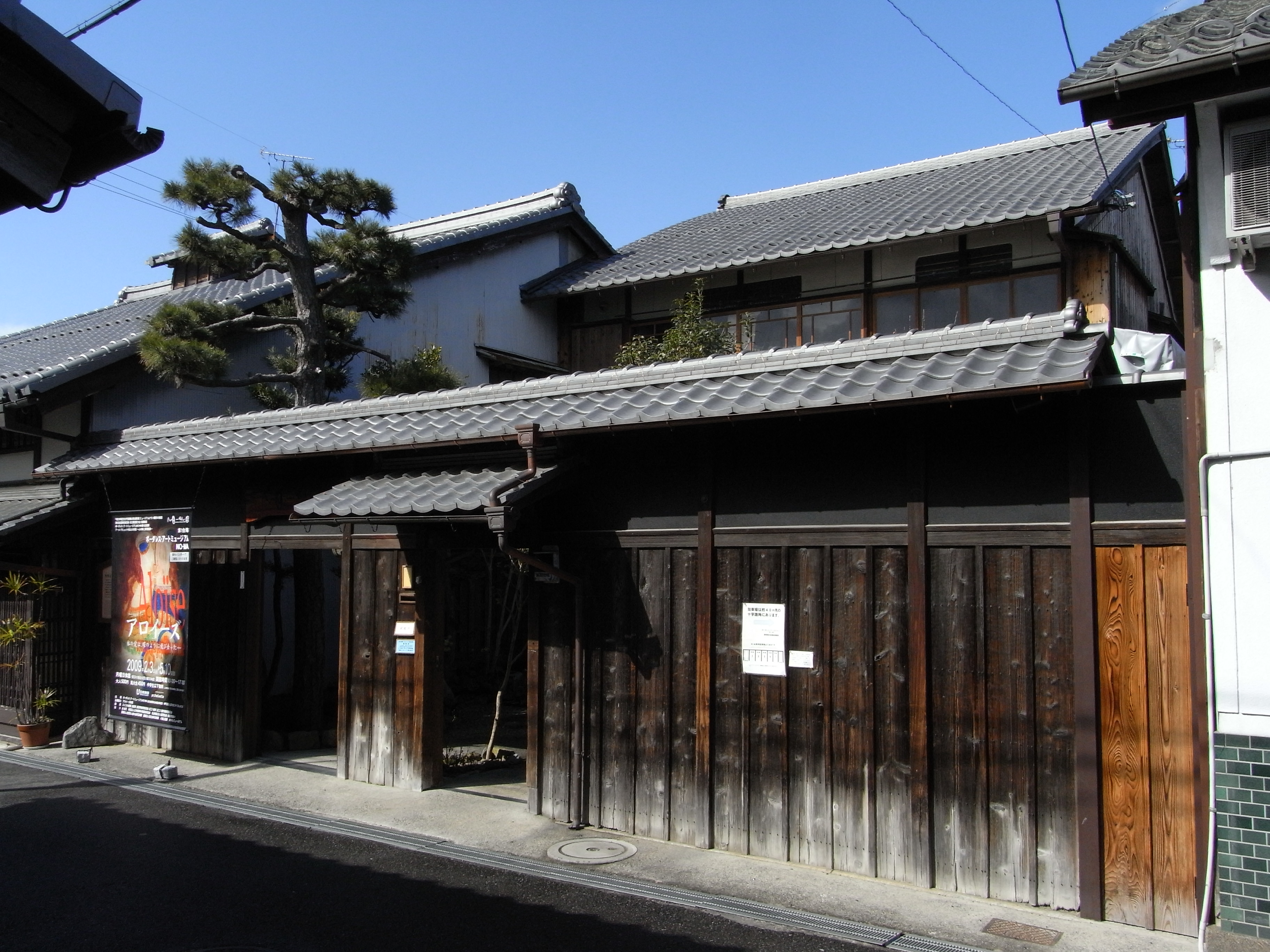
ボーダレス・アートミュージアム NO-MA

2004年（平成16年）に、滋賀県近江八幡市に、ボーダレス・アートギャラリー NO-MA（2007年（平成19年）に、ボーダレス・アートミュージアム NO-MAに改称）が開館した。この美術館は、世界でもほとんどない健常者と障害者の作品を分け隔てなく展示することを目的に開設された。これまで日本では、アウトサイダー・アートを常時展示する施設がほとんどなく、NO-MA は、その役割を担う存在として期待されている。昭和初期の町屋を改装した、オルタナティヴ・スペースとしても注目を集める。
2006年（平成18年）からは、ボーダレス・アートミュージアム NO-MAとアール・ブリュット・コレクションとの3年間にわたる連携事業が開始された。2006年（平成18年）11月にはリュシエンヌ・ペリー館長を始めとするアール・ブリュット・コレクションのスタッフが来日し、ボーダレス・アートミュージアム NO-MAの協力のもと、日本各地でアウトサイダーアートの調査を行った。その結果をふまえて2008年（平成20年）1月から7月にかけて、旭川美術館、ボーダレス・アートミュージアム NO-MA、そして松下電工汐留ミュージアムでアール・ブリュット・コレクション収蔵作家の作品と日本のアール・ブリュットの作家の作品を同時に展示する展覧会、「アール・ブリュット 交差する魂展」が行われた。
一方、2008年（平成20年）2月から2009年（平成21年）1月にかけて、アール・ブリュット・コレクションで「日本展」が行われた。この展覧会に出品された小幡正雄、澤田真一、舛次崇、宮間英次郎ら、日本の作家の作品は会期終了後、アール・ブリュット・コレクションに作品が収蔵されることになっている。
精神障害者のアール・ブリュット作品については、はたよしこが蒐集した作品で企画された「目覚めぬ夢――日韓のアール・ブリュットたち」展（土屋正彦、山崎健一、高橋重美、木本博俊、周愛英）が催され、大きくクローズアップされた。それまで閉鎖的と言われた精神科の現場の看護師の協力も得られる状況が生まれてきている。

## 評価・特徴

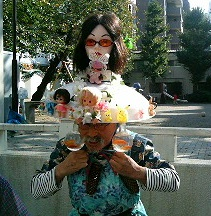
宮間英次郎

元来アウトサイダー・アートの定義としては作者が障害者である必然性はなく、例えば受刑者やスラム街の住人など、社会的に孤立した人たちが、美術的な専門教育を受けることなく独自の感性で創り上げた芸術作品もアウトサイダーアートとされている。日本ではこれまでのところアウトサイダー・アートとされた芸術作品の作者が障害者ではない例としては、宮間英次郎や寺下春枝、が挙げられるが、あまり調査、研究は進んでいない。
アール・ブリュット・コレクション館長であるリュシエンヌ・ペリーは、日本のアール・ブリュット作品の特徴として、ところどころに日本文化の影響があること、洗練さと細やかさがあることをあげる。もっとも同時に、自身によるアール・ブリュットの定義、「特定の文化に列していないこと」（「文化的処女性」）に見られるような、ステレオタイプとは無縁の、文化にとらわれない創造性を指摘する。そして、日本という競争や能率で抑圧された社会から逸脱したことによって、アール・ブリュットの作家たちは、しがらみにとらわれない独自の表現方法を確立したのだ、として称賛する。
アウトサイダー・アートが専門のキュレーターで、兵庫県立美術館学芸員の服部正は、そんな日本のアウトサイダー・アートには、ある特殊事情があると述べる。それは、西洋のアウトサイダー・アートが学んだ歴史の典型を経験していないために生まれたことだという。ここでいう典型とは、福祉施設や精神病院など、現場の医師、ワーカが発する現場で生まれた作品に関する情報を、美術界が取り上げていく構図である。日本の場合、式場、山下以降の、美術界のアウトサイダー・アート全般に対しての「無視」があったため、長いあいだ現場による活動や運動が主流であった。そのため西洋であれば、作品そのものの賞賛が主流であったはずが、日本では最初期の式場隆三郎による活動から既に作家の立場の向上・福祉改善・美術教育と、作品よりその作家に目が向く傾向が強く、美術運動ではなく福祉改善運動としての一面がより重視されていると分析し、これを問題視する。エイブル・アートに対しても同様に批判している。また、以上の状況を踏まえて、さらに日本のアウトサイダー・アートの特殊性を挙げている。西洋では、美術界によるアウトサイダー・アートの活動が盛んであるため、その市場も成熟しているが、日本の場合、福祉と美術の協力が不足しているため、市場が育ちにくく、商業活動と言えば、福祉施設による、Tシャツやカレンダーといった雑貨類を販売するいわゆる「アート活動」が一般的だという。しかし、その福祉施設による活動も、障害者自立支援法などによる予算の縮小や制作時間の短縮の問題があるといい、今後の制作状況に影響があることを懸念する。
服部以外にも、都築響一は、それまでの「障害者の作品」に対しての見方が、「山下清の世界」であったと述懐し、自ら編集した『アート・ランダム』では、コンテンポラリー・アートと見られ得るアウトサイダー・アートの作品を紹介しようとつとめたことを語っている。また、日本のアウトサイダー・アート作品のコレクションがすすんでいないことを述べ、作品探索の調査不足を訴える。
日本のアウトサイダー・アートは、その福祉関係者による活動の中でも、知的障害者施設からのものが大部分を占める。西洋ではよく目立つ精神障害者による作品は、日本ではほとんど見出されていないのが現状である。これは、八幡学園以降知的障害者施設での活動が連綿と続いてきたこともあるし、また、日本の精神病院の閉鎖性や、これは西洋でも同様のことが言われているけれども、薬物療法の進歩が、患者の創作意欲を減退させているのだ、という指摘もある。一方、はたよしこは、自身の活動をきっかけに、現場の看護師の協力が得られるようになってきた現状を報告し、その成果の一部を、2009年の展覧会、「目覚めぬ夢――日韓のアール・ブリュットたち」展で紹介した。
アール・ブリュットが専門でフリーのキュレーターの小出由紀子は、日本の様な宗教性の弱い国では、ヘンリー・ダーガーに代表されるアール・ブリュットのしがらみのない表現が受け入れられる素地があるとする。特にヘンリー・ダーガーの表現の先鋭さは、2008年公開のドキュメンタリー映画『非現実の王国で ヘンリー・ダーガーの謎』が評判を呼ぶなど、日本で受け入れられている。そして、1990年代前半に、アール・ブリュットが紹介されたことによって、日本の美術とこれまで過激な表現を担ってきたサブ・カルチャーとの境界、棲み分けが崩れてきていることも同時に指摘した。

## 代表的な作家
- 伊藤喜彦（信楽青年寮）
- 小幡正雄
- 小笹逸男（みずのき、旧みずのき寮）
- 大江正彦
- 川村紀子（工房絵）
- 喜舎場盛也
- 木伏大助
- 坂上チユキ
- 澤田真一
- 舛次崇（すずかけ作業所）
- 富塚純光
- 辻勇二
- 西川智之
- 藤崎美佐枝
- 福村惣太夫（みずのき寮）
- 戸來貴規
- 村田清司（信楽青年寮）
- 松本国三
- 宮間英次郎
- 本岡秀則
- 吉川敏明（みずのき寮）
- 山下清（八幡学園）
- 渡辺金蔵 - 二笑亭建設者
- 立島夕子

## 代表的な関連施設
- 小出由紀子事務所
- 神戸市立盲学校
- 信楽青年寮
- すずかけ作業所
- 千葉県立千葉盲学校
- みずのき（旧みずのき寮）
- ボーダレス・アートミュージアム NO-MA
- 八幡学園